# Pejman Nouri
Sahand Pejman Nouri Roudsari (Rezvanshahr, 13 luglio 1980) è un ex calciatore iraniano, di ruolo centrocampista.
Da calciatore ha vestito a più riprese la maglia del Malavan, di cui è divenuto presidente.

## Caratteristiche tecniche
Centrocampista, giocava anche come terzino sinistro.

## Carriera

### Club
Comincia a giocare nelle giovanili del Malavan. Nel 2001 viene promosso in prima squadra. Nel 2003 si trasferisce al Pegah Gilan e nel 2005 viene acquistato dal Persepolis. Nel 2009 torna al Malavan, dove rimane per due anni. Nel 2011 si trasferisce negli Emirati Arabi Uniti, all'Emirates, ma nel 2012 torna in patria, per vestire nuovamente la maglia del Malavan. Il 12 luglio 2013 passa all'Esteghlal. Il 28 novembre 2014 viene ufficializzato il suo ritorno, per la terza volta in carriera, al Malavan. Il 31 luglio 2016 viene acquistato dal Khooneh, con cui firma un contratto annuale. Nel 2017 torna ancora una volta al Malavan, dove chiude la carriera due anni dopo.

### Nazionale
Ha debuttato con la nazionale iraniana nel 2003. Ha partecipato  alla Coppa d'Asia 2011 e ha collezionato, in totale, 44 presenze e 4 reti con la selezione iraniana.